# Alejandro Zendejas
Pour les articles homonymes, voir Zendejas.
Alejandro Zendejas, parfois surnommé Alex Zendejas, né le 7 février 1998 à Ciudad Juárez au Mexique, est un joueur international américain de soccer. Il joue au poste d'ailier au Club América. Il possède également la nationalité mexicaine.

## Biographie
Alejandro Zendejas est né à Ciudad Juárez, au Mexique, mais a grandi à El Paso, au Texas,,,. Ses parents sont originaires de Toluca. Cependant en 2016, son lieu de naissance n'est pas clair, selon le site de la Major League Soccer, il est né à El Paso et à l'inverse le site de la Liga MX indique Ciudad Juárez,,. Il joue dans plusieurs clubs d'El Paso, dont le Cobras d'El Paso et le Fire du Texas. À treize ans, il rejoint les jeunes du FC Dallas,,,.

### Carrière en club
Alejandro Zendejas signe avec le FC Dallas son premier contrat en tant que Homegrown Player le 1er octobre 2014. Il devient le treizième joueur formé au club de l'histoire de la franchise. Il est intégré à l'effectif professionnel avant le début de saison 2015. Le 1er mai 2015, il participe à son premier match en Major League Soccer en entrant à la fin de la rencontre à la place de Fabián Castillo, face au Dynamo de Houston,,. Puis, il dispute son premier match en tant que titulaire, le 13 juin, face aux Sounders de Seattle,,.
Il est transféré au Club Deportivo Guadalajara — qui évolue en Liga MX — le 23 juin 2016,,. Le montant du transfert est estimé à 400 000 dollars. Le 6 août suivant, il participe à son premier match en Liga MX en entrant en seconde mi-temps à la place d'Isaác Brizuela, contre le Querétaro FC.
Le 8 juin 2017, il est prêté au Club Atlético Zacatepec — évoluant en Ascenso MX — afin qu'il gagne en temps de jeu et puisse s'aguerrir,. Le 26 juillet, il inscrit son premier but dès son premier match lors d’une rencontre de la Copa MX, contre Cruz Azul. Puis, le 12 août, il inscrit son premier but en Ascenso MX contre le Murciélagos FC (en).
Après un an de prêt concluant du côté de Zacatepec, il revient aux Chivas de Guadalajara. Jouant principalement avec les moins de 20 ans, il fait néanmoins quelques apparitions avec les professionnels. Le 20 février 2019, il inscrit son premier but avec les Chivas lors d’une rencontre de la Copa MX, face aux Cafetaleros de Tapachula (en). Il se blesse au genou gauche au cours du match des moins de 20 ans, face au CF Monterrey et sera indisponible pendant sept à neuf mois.
Le 26 juin 2020, il rejoint le Club Necaxa, qui évolue également en Liga MX,. Le 8 septembre, il inscrit son premier but en Liga MX contre l'Atlético de San Luis. Le 17 janvier 2022, il est transféré au Club América. Le montant du transfert est estimé à trois millions de dollars,,. Le 22 janvier suivant, il débute en tant que titulaire — avec les Águilas — contre Atlas FC.

### Carrière internationale
Possédant à la fois la nationalité américaine et mexicaine, Alejandro Zendejas est éligible pour la sélection américaine mais aussi pour le Mexique au niveau international,,. En sélection de jeunes, il commence à jouer avec les États-Unis,. Le 14 mars 2023, il annonce officiellement son choix de représenter les États-Unis,.

#### États-Unis
Avec l'équipe des États-Unis des moins de 17 ans, il prend part au championnat continental des moins de 17 ans 2015 (en) ; puis il participe à la Coupe du monde qui suit,, y disputant trois matchs en phase de groupes, les Américains ne se qualifiant pas pour la phase finale,,. Lorsqu’il signe un contrat avec les Chivas, l’accord est assorti d’une importante condition : il doit rejeter toute future convocation de U.S. Soccer,,.
Il est par la suite appelé pour participer au camp d'entraînement des Yanks, l'équipe américaine sénior, par Anthony Hudson le 18 janvier 2023,,. Il est disponible pour le premier match contre la Serbie, puis doit retourner à Mexico pour une rencontre de la Liga MX contre le Mazatlán FC,,. Le 25 janvier suivant, il honore sa première sélection en tant que titulaire contre la Serbie, lors d'un match amical. Le match se solde par une défaite 1-2 des Américains,. Il reçoit alors des critiques élogieuses de la part d'Anthony Hudson,,.
Le lendemain qu'il a déclaré son engagement à représenter les États-Unis, il est sélectionné pour les deux derniers matchs de la Ligue des nations contre la Grenade et le Salvador,.

#### Mexique
En août 2017, Alejandro Zendejas est convoqué pour la première fois en équipe du Mexique espoirs (en) par Marco Antonio Ruiz (en). Puis, en mai 2021, il est convoqué pour la première fois avec les moins de 23 ans par Jaime Lozano pour trois matchs amicaux contre l'Arabie saoudite, l'Australie et la Roumanie,. Le 5 juin suivant, il honore sa première sélection avec les moins de 23 ans — entré au jeu en seconde mi-temps — contre la Roumanie. Trois jours plus tard, il inscrit son premier but, lors du match nul contre l'Arabie saoudite,,. Lors du dernier match face à l'Australie, il délivre une passe décisive sur le troisième but des siens qui l'emportent 3-2,,. Il n'est pas retenu dans la liste finale pour les Jeux olympiques 2020.
Le 24 octobre 2021, il est convoqué pour la première fois en équipe du Mexique par le sélectionneur national Tata Martino, pour une rencontre amicale contre l'Équateur,. Le 27 octobre suivant, il honore sa première sélection — entré au jeu en seconde mi-temps — contre l'Équateur,. Il est de nouveau convoqué en sélection pour un match amical contre le Guatemala, le 19 avril 2022. Il ne perd pas espoir et n'exclut pas la possibilité d'être convoqué pour la Coupe du monde 2022 au Qatar, a t-il dit à TUDN. Le 27 avril suivant, il honore sa première titularisation face au Guatemala,. En août 2022, la FMF annonce qu'il n'est plus admissible en sélection, tant qu'il n'a pas fait son changement d'association nationale (le « One Time Switch »). Puis, Tata Martino l'accuse de « vouloir extorquer » le Tri, en demandant à être convoqué pour le Mondial pour garantir son choix pour le Mexique,,. Yon de Luisa (en) — président de la Fédération du Mexique de football — précise que le malentendu entre la Fédération, Tata Martino et Zendejas est résolu et compte sur lui pour 2026.
Le nouveau sélectionneur du Mexique, Diego Cocca (en) essaye de persuader Zendejas de rejoindre plutôt le Tri que les Stars and Stripes,,. Finalement, le 14 mars 2023, il annonce son choix de représenter les États-Unis,.

#### Controverse et sanctions
Le 26 août 2022, la FIFA lance une enquête sur la Fédération du Mexique de football concernant les convocations de Zendejas à des matchs amicaux en octobre 2021 et avril 2022, contre l'Équateur et le Guatemala respectivement,. Selon les règles de la FIFA, cependant, la question est relativement claire : il a besoin de faire une demande de changement d’association. Et il n'est pas encore évident s'il l'a fait,.
Le 19 janvier 2023, la FIFA sanctionne la fédération mexicaine, d'une amende de 10 000 francs suisses et des défaites sur tapis vert (3-0) pour tous les matchs amicaux auxquels a pris part Zendejas : Équateur et Guatemala en A, puis Roumanie, Arabie saoudite et Australie en U23. Le Mexique n'a respecté l'article 5 du règlement régissant l’éligibilité pour jouer en équipe représentative,.

## Statistiques

### Statistiques détaillées
| Saison                | Club                  | Championnat           | Championnat | Championnat | Championnat | Coupe(s) nationale(s) | Coupe(s) nationale(s) | Coupe(s) nationale(s) | Supercoupe | Supercoupe | Supercoupe | Compétition(s) continentale(s) | Compétition(s) continentale(s) | Compétition(s) continentale(s) | Compétition(s) continentale(s) | Séries | Séries | Séries | États-Unis | États-Unis | États-Unis | Total | Total | Total |
| Saison                | Club                  | Division              | M.          | B.          | P.d.        | M.                    | B.                    | P.d.                  | M.         | B.         | P.d.       | Comp.                          | M.                             | B.                             | P.d.                           | M.     | B.     | P.d.   | M.         | B.         | P.d.       | M.    | B.    | P.d.  |
| 2015                  | FC Dallas             | MLS                   | 8           | 0           | 0           | 2                     | 0                     | 0                     | -          | -          | -          | -                              | -                              | -                              | -                              | -      | -      | -      | -          | -          | -          | 10    | 0     | 0     |
| 2016-2017             | CD Guadalajara        | Liga MX               | 2           | 0           | 0           | 8                     | 0                     | 0                     | -          | -          | -          | -                              | -                              | -                              | -                              | -      | -      | -      | -          | -          | -          | 10    | 0     | 0     |
| 2018-2019             | CD Guadalajara        | Liga MX               | 4           | 0           | 0           | 6                     | 1                     | 1                     | -          | -          | -          | -                              | -                              | -                              | -                              | -      | -      | -      | -          | -          | -          | 10    | 1     | 1     |
| 2019-2020             | CD Guadalajara        | Liga MX               | 2           | 0           | 0           | 1                     | 0                     | 0                     | -          | -          | -          | -                              | -                              | -                              | -                              | -      | -      | -      | -          | -          | -          | 3     | 0     | 0     |
| Sous-total            | Sous-total            | Sous-total            | 8           | 0           | 0           | 15                    | 1                     | 1                     | -          | -          | -          | -                              | -                              | -                              | -                              | -      | -      | -      | -          | -          | -          | 23    | 1     | 1     |
| 2017-2018             | CA Zacatepec (prêt)   | Ascenso MX            | 28          | 4           | 1           | 8                     | 1                     | 1                     | -          | -          | -          | -                              | -                              | -                              | -                              | 4      | 0      | 0      | -          | -          | -          | 40    | 5     | 2     |
| 2020-2021             | Club Necaxa           | Liga MX               | 31          | 5           | 0           | -                     | -                     | -                     | -          | -          | -          | -                              | -                              | -                              | -                              | 1      | 0      | 0      | -          | -          | -          | 32    | 5     | 0     |
| 2021-2022             | Club Necaxa           | Liga MX               | 18          | 6           | 2           | -                     | -                     | -                     | -          | -          | -          | -                              | -                              | -                              | -                              | -      | -      | -      | -          | -          | -          | 18    | 6     | 2     |
| Sous-total            | Sous-total            | Sous-total            | 49          | 11          | 2           | -                     | -                     | -                     | -          | -          | -          | -                              | -                              | -                              | -                              | 1      | 0      | 0      | -          | -          | -          | 50    | 11    | 2     |
| 2021-2022             | Club América          | Liga MX               | 14          | 4           | 0           | -                     | -                     | -                     | -          | -          | -          | -                              | -                              | -                              | -                              | 4      | 1      | 0      | -          | -          | -          | 18    | 5     | 0     |
| 2022-2023             | Club América          | Liga MX               | 28          | 7           | 4           | -                     | -                     | -                     | -          | -          | -          | -                              | -                              | -                              | -                              | 6      | 3      | 0      | 7          | 1          | 0          | 41    | 11    | 4     |
| 2023-2024             | Club América          | Liga MX               | 30          | 9           | 6           | -                     | -                     | -                     | -          | -          | -          | LC+CCC                         | 4+8                            | 1+5                            | 0+2                            | 12     | 0      | 0      | -          | -          | -          | 54    | 15    | 8     |
| 2024-2025             | Club América          | Liga MX               | 12          | 2           | 2           | -                     | -                     | -                     | 1          | 0          | 1          | CC                             | 1                              | 0                              | 0                              | -      | -      | -      | 4          | 0          | 0          | 18    | 2     | 3     |
| Sous-total            | Sous-total            | Sous-total            | 84          | 22          | 12          | -                     | -                     | -                     | 1          | 0          | 1          | -                              | 13                             | 6                              | 2                              | 22     | 4      | 0      | 11         | 1          | 0          | 131   | 33    | 15    |
| Total sur la carrière | Total sur la carrière | Total sur la carrière | 177         | 37          | 15          | 25                    | 2                     | 2                     | 1          | 0          | 1          | -                              | 13                             | 6                              | 2                              | 27     | 4      | 0      | 11         | 1          | 0          | 254   | 50    | 20    |